# 印卡帕查塔山
17°21′55″S 69°50′48″W / 17.36528°S 69.84667°W
印卡帕查塔山（Incapachata），是秘魯的山峰，位於該國南部塔克納大區，由塔拉塔省的塔拉塔區負責管轄，屬於安地斯山脈的一部分，海拔高度5,000米。